# Speaking of Sex
Pour plus de détails, voir Fiche technique et Distribution.
Speaking of Sex est un film américain réalisé par John McNaughton, sorti en 2001.

## Synopsis
Afin de sauver leur couple, Melinda et Dan font appel à une conseillère conjugale et à un médecin spécialisé dans le traitement de la dépression.

## Fiche technique
- Titre : Speaking of Sex
- Réalisation : John McNaughton
- Scénario : Gary Tieche
- Musique : George S. Clinton
- Production : Pierre Edelman, David Fanning, Steven A. Jones, John McNaughton, Michael Polaire, Alain Sarde et Rob Scheidlinger
- Pays d'origine :  États-Unis
- Format : Couleurs
- Genre : comédie
- Date de sortie : 2001

## Distribution
- James Spader : Dr. Roger Klink
- Melora Walters : Melinda
- Jay Mohr : Dan
- Nathaniel Arcand : Calvin
- Megan Mullally : Jennifer Klink
- Lara Flynn Boyle : Dr. Emily Paige
- Nick Offerman : Sheriff Panghorn
- Greg Pitts : Deputy Trousdale
- Daniel Libman : Dr. Clark
- Don MacKay : Dr. Fromm
- Paul Schulze : Larry
- Catherine O'Hara : Connie Barker
- Phil LaMarr : Joel Johnson, Jr.
- Bill Murray : Ezri Stovall
- Hart Bochner : Felix
- Kathryn Erbe : Helen
- Kathleen Robertson : Grace